# Felix Lützkendorf

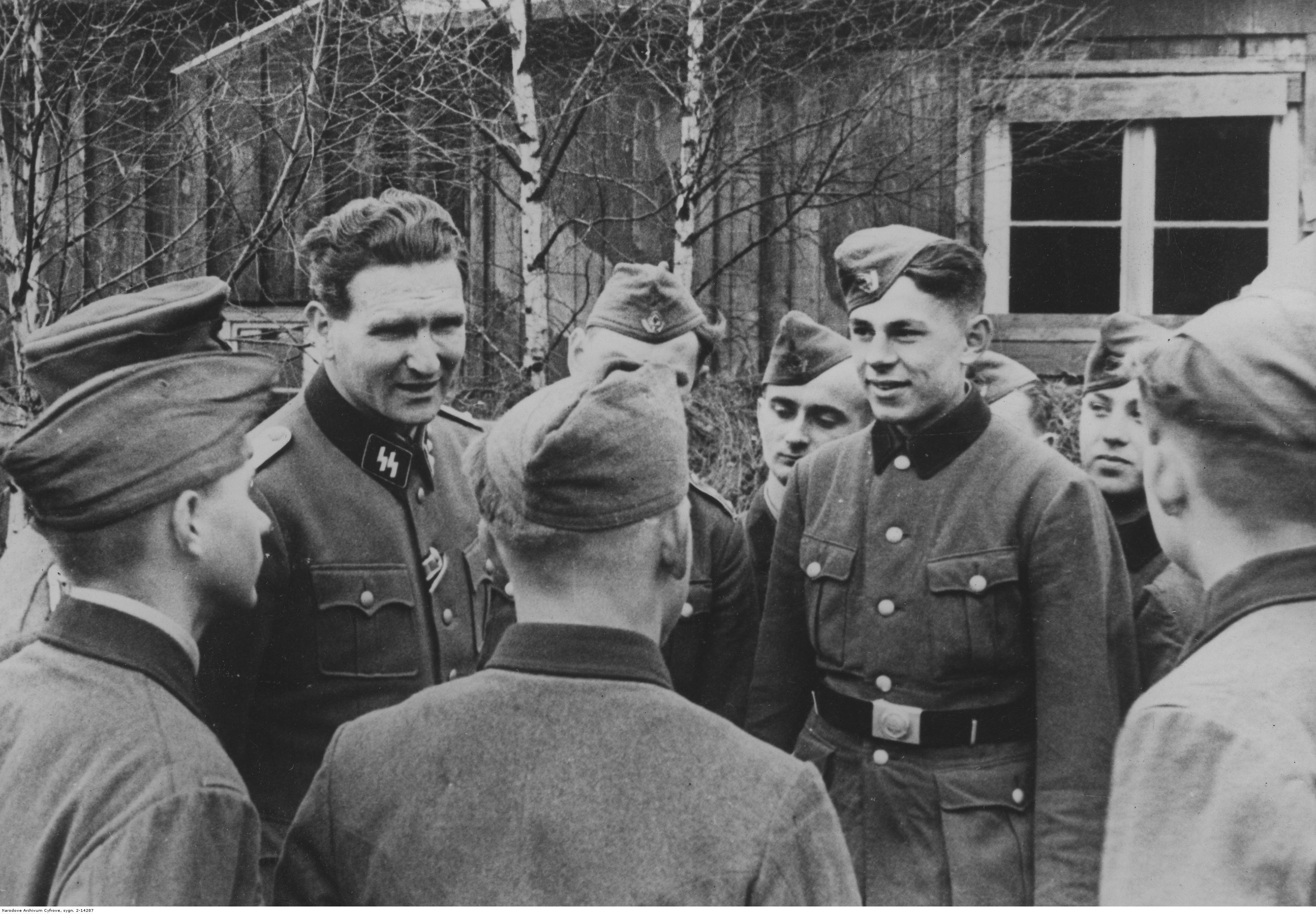
Deutscher Dichter Felix Lützkendorf (ohne Hut), umgeben von Angehörigen des Reichsarbeitsdienstes

Felix Lützkendorf (* 2. Februar 1906 in Leipzig-Lindenau; † 19. November 1990 in München) war ein deutscher Schriftsteller und Drehbuchautor. Er war bereits in den 1930er Jahren aktiv, hatte die deutsche Filmgeschichte der 1950er und 1960er Jahre mitgeprägt und war zudem Mitglied im Bamberger Dichterkreis.

## Leben
Der Sohn des Drogisten Paul Lützkendorf und dessen Ehefrau Martha Luise, geborene Thiel, war Schüler an der Kadettenanstalt Naumburg und am Lehrerseminar in Leipzig. Lützkendorf studierte in Leipzig und Wien Germanistik, Geschichte und Philosophie und schloss mit einer Promotion 1931 zum Dr. phil. das Studium ab. Er war auch als akademischer Sportlehrer tätig. 1932 promovierte er mit der Arbeit Hermann Hesse als religiöser Mensch in seinen Beziehungen zur Romantik und zum Osten.
1933 wurde Lützkendorf Feuilleton-Redakteur bei der Neuen Leipziger Zeitung und 1934 Redakteur bei der Berliner Nachtausgabe, wo er bis 1936 blieb.
Ab 1934 arbeitete er als Dramaturg an der Volksbühne Berlin. In dieser Zeit schrieb er mehrere Hörspiele und Bühnenstücke, darunter das antipolnische Stück Grenze (1933) und das historisierende Drama Alpenzug (1936). Seit 1937 war er als Drehbuchautor für die UFA tätig. Lützkendorf trat zum 1. Mai 1933 der NSDAP bei (Mitgliedsnummer 2.957.721) und war auch Mitglied der SS (SS-Nummer 405.883). Die Verleihung des Kriegsverdienstkreuzes Zweiter Klasse am 1. September 1942 wurde mit „Wesentliche[r] Mitarbeit am neuen politisch ausgerichteten Film“ begründet.
Von 1943 bis 1945 arbeitete er als Kriegsberichterstatter der Leibstandarte SS Adolf Hitler. Im April 1943 gehörte er einer Gruppe von Schriftstellern und Journalisten an, die im Auftrag des Propaganda-Ministeriums unter Joseph Goebbels zu den offengelegten Massengräbern im Wald von Katyn gebracht wurden. Zur selben Delegation gehörten der finnische Schriftsteller Örnulf Tigerstedt, die drei Belgier Ferdinand Vercnocke, Filip De Pillecyn und Pierre Hubermont, der Spanier Ernesto Giménez Caballero sowie der Tscheche František Kožík. Ursprünglich war auch der in Rom lebende amerikanische Dichter Ezra Pound für die Reise nach Katyn vorgesehen. Lützkendorf veröffentlichte nach seiner Rückkehr eine Reportage über Katyn in der Wochenzeitung Das Reich.
Nach Kriegsende wurden in der Sowjetischen Besatzungszone Lützkendorfs Schriften Kadetten des Großen Königs (1939), Söhne des Krieges (1942), Völkerwanderung (1940) und Märzwind (1942) sowie in der DDR Wiedergeburt (1943) und Der Zeppelin-Spion von York (1935) auf die Liste der auszusondernden Literatur gesetzt.
Seit 1950 wohnte er in München. Als ehemaliges SS-Mitglied konnte er erst nach 1950 wieder Werke unter seinem eigenen Namen veröffentlichen, darunter mehrere Romane und Theaterstücke. Er schrieb unter anderem, nach einer Idee des Autors Robert Pilchowski, das Drehbuch für einen der ersten BRD-Homosexuellen-Filme überhaupt. Anders als du und ich – § 175 lautete der Titel des Films, der 1957 in die Kinos kam (in Österreich: Das dritte Geschlecht). Unter der Regie von Veit Harlan stehend, löste er trotz nicht gerade besonders fortschrittlicher Darstellung Skandale und Anfeindungen v. a. gegen den Regisseur aus. Viele Arbeiten Lützkendorfs (oft in Zusammenarbeit mit anderen Autoren entstanden) mündeten in Filmen, bei denen Harlan Regie führte.
1984 erhielt sein Schauspiel JDINKA den Dramatikerpreis der Münchner Kammerspiele.
Felix Lützkendorf war seit 1935 mit Karin Mina Lützkendorf, geborene Klingenspor verheiratet. Seine Tochter Petra wurde 1935 geboren.
Seine Grabstätte befindet sich auf dem Bogenhausener Friedhof in München (Urnenmauer I, U 10).

## Filmografie
- 1937: Patrioten
- 1938: Urlaub auf Ehrenwort
- 1938: Capriccio
- 1938: Verwehte Spuren
- 1939: Die Hochzeitsreise
- 1939: Der ewige Quell
- 1939: Legion Condor (unvollendet)
- 1939/41: Kadetten
- 1940: Wunschkonzert
- 1940: Bal paré
- 1940: Der ewige Quell
- 1940: Zwei Welten
- 1941: Stukas
- 1941: Über alles in der Welt
- 1942: GPU
- 1944: Liebesbriefe
- 1952: Fritz und Friederike
- 1952: Haus des Lebens
- 1953: Fanfaren der Ehe
- 1953: Salto Mortale
- 1954: Konsul Strotthoff
- 1954: Sauerbruch – Das war mein Leben
- 1954: Ball der Nationen
- 1954: Mannequins für Rio
- 1954: Feuerwerk
- 1955: Liebe ist ja nur ein Märchen
- 1955: Die Barrings
- 1955: San Salvatore
- 1955: Urlaub auf Ehrenwort
- 1956: Das Mädchen Marion
- 1957: Made in Germany – Ein Leben für Zeiss
- 1957: Anders als du und ich
- 1958: Madeleine Tel. 13 62 11
- 1960: Das große Wunschkonzert
- 1962: Ich kann nicht länger schweigen
- 1962: Der Teppich des Grauens
- 1962: Liebling, ich muß dich erschießen

## Hörspiele
- 1972: Liebesbriefe – Regie: Ferry Bauer (Hörspiel – ORF Oberösterreich)[8]

## Quelle
- Wilhelm Kosch: Deutsches Literatur-Lexikon. Band 10, Spalte 93. A. Francke AG Verlag, Bern 1986, ISBN 3-317-01539-X.